# Achiet-le-Grand
Achiet-le-Grand é uma comuna francesa na região administrativa de Altos da França, no departamento de Pas-de-Calais. Estende-se por uma área de 5,08 km². Em 2010 a comuna tinha 983 habitantes (densidade: 193,5 hab./km²).